# 森卓朗
森 卓朗（もり たくろう、1935年〈昭和10年〉5月18日 - ）は、日本の政治家。元鹿児島県薩摩川内市長（1期）、旧川内市（現・薩摩川内市）長（3期）。旭日小綬章受章。

## 来歴
鹿児島県出身。鹿児島商科短期大学卒業。川内市役所に入り、収入役などを務める、1996年川内市長選挙に立候補し、初当選する。2004年の合併まで務める。同年合併により薩摩川内市が発足、合併後の市長選挙に立候補し、当選する。薩摩川内市長は1期務め、2008年まで務めた。2009年秋の叙勲で旭日小綬章を受章。